# Гай Сервилий Гемин
Вижте пояснителната страница за други личности с името Гай Сервилий Гемин.
Гай Сервилий Гемин (на латински: Caius Servilius Geminus) e политик на Римската република.

## Произход и кариера
Син е на Гай Сервилий (триумвир 218 пр.н.е.) и брат на Марк Сервилий Пулекс Гемин.
През 208 пр.н.е. Сервилий Гемин става началник на конницата при диктатор Тит Манлий Торкват. През 206 пр.н.е. е избран за претор и на тази длъжност управлява Сицилия. През 203 пр.н.е. е избран за консул заедно с Гней Сервилий Цепион. Тази година Ханибал и най-малкият му брат Магон напускат Италия, понеже Рим напада директно Картаген.
През 202 пр.н.е. е назначен за диктатор за провеждане на изборите (comitiorum habendorum causa). През 183 пр.н.е. е избран за велик понтифекс след смъртта на Публий Лициний Крас Див. През 180 пр.н.е. Гемин умира.
Гемин е последният римски диктатор избран в съответствие с традициите. След 120 години, през 82 пр.н.е., Луций Корнелий Сула получава безсрочна диктатура.